# Carter Bryant
Carter Dayne Bryant (Riverside, 26 novembre 2005) è un cestista statunitense di ruolo ala piccola e ala grande, professionista nella NBA con i San Antonio Spurs.

## Carriera

### College
Bryant ha militato nella pallacanestro universitaria per una stagione all'Università dell'Arizona, preferendola a un'offerta dell'Università di Louisville, disputando 37 gare, di cui 5 come titolare. In una formazione dei Wildcats ricca di talento e guidata dai veterani, ha avuto un ruolo limitato, terminando con una media di 6,5 punti e 4,1 rimbalzi a partita, mostrando tuttavia con costanza un potenziale da NBA. A fine anno ha annunciato l'intenzione di passare tra i professionisti.

### Carriera professionistica
Bryant è stato selezionato nel corso del primo giro (14º assoluto) dai San Antonio Spurs nel Draft NBA 2025.

## Statistiche

### College
| Anno      | Squadra          | PG | PT | MP   | TC%  | 3P%  | TL%  | RP  | AP  | PRP | SP  | PP  |
| --------- | ---------------- | -- | -- | ---- | ---- | ---- | ---- | --- | --- | --- | --- | --- |
| 2024-2025 | Arizona Wildcats | 37 | 5  | 19,3 | 46,0 | 37,1 | 69,5 | 4,1 | 1,0 | 0,9 | 1,0 | 6,5 |
| Carriera  | Carriera         | 37 | 5  | 19,3 | 46,0 | 37,1 | 69,5 | 4,1 | 1,0 | 0,9 | 1,0 | 6,5 |

## Palmarès

### Scuole superiori
- McDonald's All-American Game: 2024
- Jordan Brand Classic (2024)